# 3300 McGlasson
3300 McGlasson је астероид главног астероидног појаса са средњом удаљеношћу од Сунца која износи 3,160 астрономских јединица (АЈ).
Апсолутна магнитуда астероида је 10,4.